# Садики, Ноа
Ноа́ Жунио́р Садики́ (фр. Noah Junior Sadiki; род. 17 декабря 2004, Брюссель) — конголезский и бельгийский футболист, полузащитник клуба «Сандерленд» и сборной ДР Конго.

## Клубная карьера
Всё детство Садики выступал в молодёжной системе клуба «Андерлехт». За основную команду клуба дебютировал 22 мая 2022 года в матче в рамках чемпионата Бельгии по футболу против «Брюгге».

## Карьера в сборной
Ноа впервые начал играть на международном уровне за сборную Бельгии возрастом до 18 лет. Он также имеет конголезское происхождение.

## Достижения
«Юнион»
- Чемпион Бельгии: 2024/25
- Обладатель Кубка Бельгии: 2023/24
- Обладатель Суперкубка Бельгии: 2024